# Viișoara (gmina Păunești)
Viișoara – wieś w Rumunii, w okręgu Vrancea, w gminie Păunești. W 2011 roku liczyła 864
mieszkańców